# Walentynian Galates
Walentynian Galates (ur. 18 stycznia 366 r., zmarł ok. 370 r. lub 373 r.) – jedyny syn imperatora Walensa, od 1 stycznia 369 r. konsul wraz z Wiktorem.